# Marienkirche (Himmelkron)

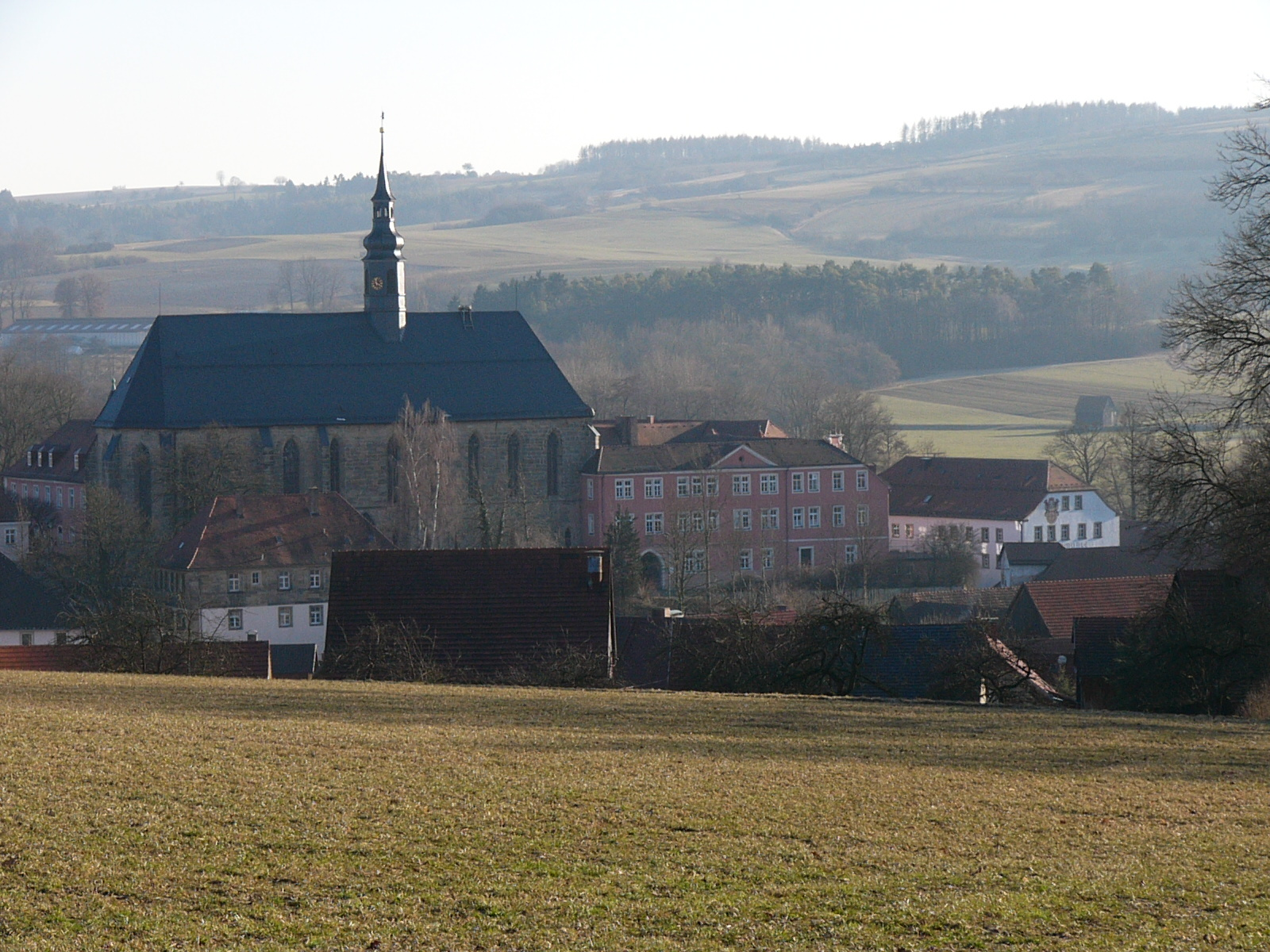
Marienkirche in Himmelkron

Die Marienkirche Himmelkron ist eine evangelisch-lutherische Pfarrkirche und Marienkirche und war bis zur Reformation Stiftskirche des Klosters Himmelkron.

## Geschichte
Die Geschichte der Kirche ist eng mit dem Kloster Himmelkron verbunden. Während die Bayreuther Markgrafen Christian Ernst und Georg Wilhelm das Kloster zum Jagdschloss Himmelkron umgestalteten, erfuhr auch die Stiftskirche einschneidende Veränderungen. Sie wurde nach der neuen Konfession und dem aktuellen Zeitgeschmack in ihrer Architektur und Ausstattung umgestaltet. Der einsetzende Markgrafenstil brachte unter anderem einen Kanzelaltar als Ausdrucksform des neuen Bekenntnisses mit sich. Zahlreiche Grabmale aus der Klosterzeit und die barocke Ausstattung prägen das Innere der Kirche.
Im Jahr 1590 wurde die Klosterkirche als Pfarrkirche bestimmt. Die Anfänge des Protestantismus reichen bis in die Zeit der Kirchenspaltung hinein. Der Prediger Johannes Behaim, der Äbtissin Apollonia von Waldenfels 1531 offen von der Kanzel kritisierte, wird von Theodor Zinck als erster evangelischer Pfarrer eingestuft. Seit 1547 ist die Reihe der evangelischen Pfarrer beginnend mit Nicolaus Domanus lückenlos bekannt. Einziger erhaltener Grabstein eines Pfarrers im Chor der Kirche ist der von Johann Raspius und seiner Frau. Seine Amtszeit von 1655 bis 1685 im Ort war eine der längsten. Pfarrer Johann Daniel Alberti (Amtszeit von 1746 bis 1748) setzte sich für die Erhaltung des künstlerisch bedeutsamen Nordflügels des Kreuzganges ein, der nach den Plänen von Markgraf Christian Ernst zunächst abgerissen werden sollte. Pfarrer Theodor Christoph Adam Dorfmüller (Amtszeit 1835 bis 1836) zählt zu den Mitbegründern des Historischen Vereins für Oberfranken. Er beschrieb als Letzter die Steinfiguren des Kreuzganges, die in der Ritterkapelle abgelagert und dem Verfall  preisgegeben waren. Auch Grabmale der Künsberg, Wirsberg, Herberstein und Wolfersdorff, die heute weitgehend unbekannt sind, hat er erwähnt. Ein Teil seines Grabsteins ist im Stiftskirchenmuseum ausgestellt. Pfarrer Johann Friedrich Georg Gottlieb Langheinrich (Amtszeit von 1883 bis 1895) ist die Ansiedelung verschiedener sozialer Einrichtungen der Diakonie Neuendettelsau im Ort zu verdanken, was der Instandhaltung der ehemaligen Kloster- bzw. Schlossgebäude diente.
In der Kirche werden regelmäßig Gottesdienste abgehalten. Die Pfarrstelle ist seit Juni 2011 mit Pfarrer Michael Krug wieder besetzt. Das benachbarte Gemeindehaus Grampp steht neben Kindergottesdiensten verschiedenen kirchlichen Gruppierungen und für andere Veranstaltungen zur Verfügung. Mehrere Angebote richten sich gezielt an Kinder und Jugendliche.